# Dzika przyszłość (serial animowany)
Dzika przyszłość (ang. The Future Is Wild, 2007–2008) – amerykańsko-kanadyjski serial animowany, który jest emitowany w Polsce na kanale KidsCo. Oparty na dokumentalnym filmie Dzika przyszłość.

## Fabuła
Za 200 tysięcy lat Ziemi zagrozi potężna epoka lodowcowa. Dziewczyna o imieniu C.G., zostaje wysłana w przyszłość, by znaleźć nowe miejsce dla zagrożonej ludzkości. Podczas podróży w czasie, przypadkowo trafia do XX wieku, gdzie spotyka Ethana, Emily i Luisa. Razem wyruszają w odległą przyszłość. Towarzyszy im mały Kalmagibon - Kalmuś. Ich misją jest rozwiązanie zagadek ewolucji Ziemi. Aby przetrwać, muszą nie tylko poradzić sobie z ekstremalnymi warunkami klimatycznymi, lecz także z czyhającymi wszędzie dzikimi i niesamowitymi stworzeniami.

## Bohaterowie
- C.G. (Casiopea G) – futurystyczna dziewczyna z 12 000 roku. Jest obeznana w mechanice kwantowej i posiada wszelkie gadżety do rozwiązywania zagadek ewolucji. Tylko ona potrafi pilotować Czasolot. Musi wypełnić ważną misję, od której powodzenia zależą losy jej cywilizacji. Ukrywa przed ojcem Kalmka, aż do odcinka „Wyprawa na Pangeę II”.
- Ethan – to urodzony przywódca. Uwielbia sporty ekstremalne i potrzebuje dużej dawki adrenaliny. Dzięki C.G., stawia czoła wielkim wyzwaniom, doskonale radząc sobie w futurystycznym świecie.
- Emily – kocha zwierzęta. Spotykanie nowych stworzeń na każdym kroku to jej wyobrażenie raju. Problem w tym, że Emily chce zaprzyjaźnić się ze wszystkimi, a to nie zawsze jest możliwe...
- Luis – zaryzykuje wszystko, aby zdobyć perfekcyjne ujęcie. Jego pasją jest fotografowanie akcji. Chce uwiecznić w kadrze majestat przyrody przyszłości. Ale biegając z aparatem za poruszającym się obiektem, często wpada w tarapaty.
- Kalmek – to kalmagibon z przyszłości. Na pokład Czasolotu dostał się przypadkowo, kiedy C.G. zatrzymała się w północnym lesie. Kalmek jest bardzo inteligentny, naturalnie zwinny i posiada stereoskopowy wzrok. Jest bardzo milutki i inteligentny, ale także nieznośny. Lubi tańczyć przy dźwięku lasera.
- Ojciec C.G. – wysłał ją na misję badania przyszłości. Zawsze sprawdza co się dzieje w Czasolocie. Nie wie o istnieniu Kalmka, aż do odc. „Wyprawa na Pangeę II”[2].

## Zwierzęta
- Głuptaki waleniowate – ni to ptaki, ni to ssaki. Żyją na Europejskich lądolodach. Te przypominające foki ptaki rozwinęły się z głuptaków. Uwielbiają pływać i nurkować, są bardzo ciekawskie. Matki bardzo czule opiekują się młodymi. Ich wrogiem jest osacznik śnieżny. Odżywiają się rybami. Ich bronią są wymioty.
- Osacznik śnieżny – potomek rosomaka, przypomina niedźwiedzia polarnego. Dzięki szablastym zębom bez trudu może złapać kudłoszczura lub głuptaka waleniowatego. Osaczniki zaciekle bronią swego terytorium, mają także wrażliwy węch. Żyją na Europejskich lądolodach.
- Kudłoszczur – potomek świstaka, przypomina kapibarę. Kudłoszczury żyją w stadzie. To im przynosi korzyści, np. mogą się wzajemnie ogrzewać, albo ostrzegać się wzajemnie przed ich największym wrogiem - osacznikiem śnieżnym. Żyją na Europejskich lądolodach i odżywiają się trawą.
- Mordokary – te potomki karakar żyją w stadach i polują na pawiakari. Mają bardzo ostry dziób i krótkie skrzydła zakończone pazurami. Są bardzo inteligentne i biegają z prędkością 68 km/h. Żyją na amazońskiej prerii.
- Pawiakari – rybożerne małpy, które rozwinęły się z ukari. Są przysmakiem mordokar. Żyją w stadach. Żyją na amazońskiej prerii.
- Grzechoszczur – gryzoń, jego przodkiem był aguti. Ma na grzbiecie łuski, dzięki którym grzechszczur broni się przed wrogami i odstrasza intruzów. Jego przysmakiem są jaja mordokar. Występuje na amazońskiej prerii.
- Kalmagibbony - potomkowie ośmiornic zamieszkujące Północy Las Pangei 200 milionów lat w przyszłości. Żyją na drzewach, przemieszczając się między gałęziami ze zwinnością przewyższającą gibbony. Posiadają 10 ramion z czego cztery długie i muskularne służą do chwytania gałęzi, dwie przednie do chwytania i cztery drobne zdające się służące do trzymania młodych. Posiadają jedną parę oczu osadzonych na ruchomych "statywach" dzięki czemu mogą patrzeć we wszystkich kierunkach nie obracając "głowy". Sa bardzo inteligentne i na drodze do założenia nowej cywilizacji.

## Wersja polska
Wersja polska: Toya Sound Studios

Dialogi i reżyseria: Anna Klink, Patryk Steczek, Anna Kalisiak i Kamila Goworek

Dźwięk: Robert Buczkowski

Udział wzięli:
- Maciej Więckowski – Ethan
- Damian Kulec – Luis
- Magdalena Zając - Zawadzka – Emily
- Jolanta Jackowska – C.G

## Spis odcinków
| Premiera odcinka | N/o | Polski tytuł                         | Angielski tytuł                    |
| ---------------- | --- | ------------------------------------ | ---------------------------------- |
|                  |     |                                      |                                    |
| SERIA PIERWSZA   |     |                                      |                                    |
|                  |     |                                      |                                    |
| 06.04.2009       | 01  | Elektryczny Rybak                    | Electric Fisherman                 |
|                  |     |                                      |                                    |
| 06.04.2009       | 02  | Ekstremalne z kamerą wśród zwierząt  | Extreme Bird Watching              |
|                  |     |                                      |                                    |
| 06.04.2009       | 03  | Niebo Lęk wysokości                  | Sky High Anxiety                   |
|                  |     |                                      |                                    |
| 06.04.2009       | 04  | Tonaż żółwiona                       | Toratonnage                        |
|                  |     |                                      |                                    |
|                  | 05  | O szerokich horyzontach              | Think Big                          |
|                  |     |                                      |                                    |
|                  | 06  | Squibbon Zobacz Squibbon Czy         | Squibbon See, Squibbon Do          |
|                  |     |                                      |                                    |
|                  | 07  | Poggle Nie zwierzak ... A jednak     | A Poggle's Not a Pet...Yet         |
|                  |     |                                      |                                    |
|                  | 08  | Chory z urojenia                     | Phantom Fear                       |
|                  |     |                                      |                                    |
| 24.08.2010       | 09  | Przyszłość jest w podziemiach        | The Future Is Underground          |
|                  |     |                                      |                                    |
|                  | 10  | Szczerość to podstawa                | Be True to Your Crew               |
|                  |     |                                      |                                    |
|                  | 11  | Znak czasu Ulotka                    | Sign of the Time Flyer             |
|                  |     |                                      |                                    |
|                  | 12  | Usuwanie wyścigu Tour de France      | De-Tour de France                  |
|                  |     |                                      |                                    |
|                  | 13  | Nocne Marki                          | Night Crawlers                     |
|                  |     |                                      |                                    |
|                  | 14  | Powrót na Pangeę II                  | Sweet Home Pangaea II              |
|                  |     |                                      |                                    |
|                  | 15  | Kumple z płycizny                    | Shallow Pals                       |
|                  |     |                                      |                                    |
|                  | 16  | Rodzicielska pułapka                 | Parent Trap                        |
|                  |     |                                      |                                    |
|                  | 17  | Dookoła świata w 80 minut            | Around the World In 80 Minutes     |
|                  |     |                                      |                                    |
|                  | 18  | Małpie Rozumy                        | Monkey Brains                      |
|                  |     |                                      |                                    |
|                  | 19  | Pływając ze wstęgowcami              | Swimming With Slickribbons         |
|                  |     |                                      |                                    |
|                  | 20  | Bezpieczny strach                    | Scared Safe                        |
|                  |     |                                      |                                    |
|                  | 21  | Może to olbrzym                      | He Might Be Giant                  |
|                  |     |                                      |                                    |
|                  | 22  | Duch w maszynie?                     | Ghost in the Machine?              |
|                  |     |                                      |                                    |
|                  | 23  | Lekarstwo na wspólne zimno Megasquid | Cure For The Common Megasquid Cold |
|                  |     |                                      |                                    |
|                  | 24  | Królowa kalmagibonów                 | Queen of the Squibbons             |
|                  | 25  | Królowa kalmagibonów                 | Queen of the Squibbons             |
|                  |     |                                      |                                    |
|                  | 26  | Snowstalker w obcym kraju            | Snowstalker in a Strange Land      |
|                  |     |                                      |                                    |